# Aeroportul El Tor
Aeroportul El Tor (IATA: ELT, ICAO: HETR) este un aeroport din El-Tor⁠(d), Janub Sina', Egipt ce deservește zona Vibrio cholerae O1 biovar El Tor⁠(d). Aeroportul a fost tranzitat în decembrie 2021 de 0 pasageri.
Situat la o altitudine de 35 m, aeroportul dispune de o singură pistă.